# Atheris matildae
Atheris matildae là một loài rắn trong họ Rắn lục. Loài này được Menegon Davenport & Howell mô tả khoa học đầu tiên năm 2011.